# Урганча
Урганча — село в Новошешминском районе Республики Татарстан Российской Федерации. Входит в Зиреклинское сельское поселение. Население — 59 человек (2010).

## География
Стоит на реке Урганчинка, в 24 км к северо-востоку от села Новошешминск.
Ближайшие населённые пункты — Ерыклы, Татарское Утяшкино, Слобода Архангельская, Новошешминск.

## Климат
| Показатель                    | Янв.  | Фев.  | Март | Апр. | Май  | Июнь | Июль | Авг. | Сен. | Окт. | Нояб. | Дек.  | Год |
| ----------------------------- | ----- | ----- | ---- | ---- | ---- | ---- | ---- | ---- | ---- | ---- | ----- | ----- | --- |
| Средний суточный максимум, °C | −9,7  | −8,2  | −1,5 | 9,7  | 19,5 | 23,5 | 25,2 | 23,1 | 16,5 | 7    | −1,3  | −6,5  | 8,1 |
| Средняя температура, °C       | −13,4 | −12,2 | −5,5 | 5,2  | 13,7 | 18   | 19,8 | 17,7 | 11,7 | 3,7  | −4    | −9,8  | 3,7 |
| Средний суточный минимум, °C  | −17,1 | −16,1 | −9,4 | 0,8  | 7,9  | 12,3 | 14,5 | 12,3 | 7    | 0,4  | −6,7  | −13,1 | 0,6 |
| Норма осадков, мм             | 39    | 27    | 25   | 38   | 38   | 60   | 73   | 50   | 56   | 57   | 46    | 39    | 548 |

## История
Село основано в 1739 году.
До 1860-х годов жители относились к категории государственных крестьян. Занимались земледелием, разведением скота, бондарным промыслом.
В начале XX века функционировали Никольская церковь, земская школа, 3 мельницы, 2 мелочные лавки.

### Административно-территориальная принадлежность
До 1920 года село входило в Ерыклинскую волость Чистопольского уезда Казанской губернии. С 1920 года — в составе Чистопольского кантона Татарской АССР. С 10 августа 1930 года — в Новошешминском, с 19 февраля 1944 года — в Ямашинском, с 7 декабря 1956 года — в Новошешминском, с 1 февраля 1963 года — в Чистопольском, с 26 апреля 1983 года — в Новошешминском районах.

## Население
| Численность населения |      |       |       |       |       |      |      |      |      |      |      |      |
| 1859                  | 1897 | 1908  | 1910  | 1920  | 1926  | 1949 | 1958 | 1970 | 1979 | 1089 | 2002 | 2010 |
| 607                   | ↗967 | ↗1050 | ↗1180 | ↗1245 | ↘1064 | ↘729 | ↘389 | ↘313 | ↘88  | ↗99  | ↘86  | ↘59  |

## Инфраструктура
- Фельдшерско-акушерский пункт
- Библиотека

## Экономика
Основные производства села — полеводство, скотоводство, пчеловодство.